# NAD Electronics
La NAD (acronimo di New Acoustic Dimension, Nuova Dimensione Acustica) è un'azienda canadese di Pickering, nell'Ontario, che produce apparecchiature Hi-Fi, fondata inizialmente a Londra. Fa parte del gruppo industriale Lenbrook Group.
Uno dei prodotti di maggior successo e fama fu, negli anni settanta, l'amplificatore modello NAD 3020, disegnato da Bjørn Erik Edvardsen, che esemplificava la particolarità di questa casa, la capacità di ottenere grande potenza, ottenuta con dimensioni ridotte. Un vanto dell'azienda è inoltre il premio EISA-European Imaging and Sound Association 2006-2007 vinto per la serie di finali di potenza M55, M15, M25.

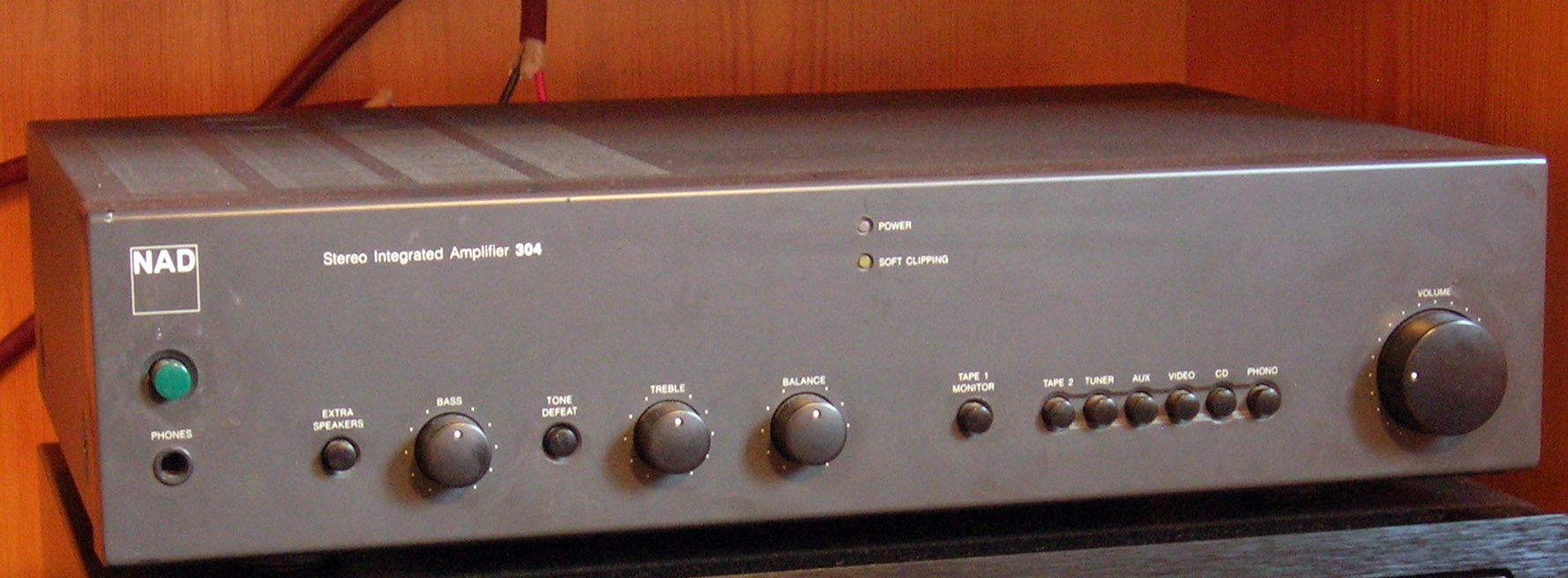
Amplificatore NAD 304